# Kanton Lillebonne
Kanton Lillebonne is een voormalig kanton van het Franse departement Seine-Maritime. Het kanton maakte deel uit van het arrondissement Le Havre. Het werd opgeheven bij decreet van 27 februari 2014 met uitwerking in maart 2015.

## Gemeenten
Het kanton Lillebonne omvatte de volgende gemeenten:
- Auberville-la-Campagne
- La Frénaye
- Grand-Camp
- Lillebonne (hoofdplaats)
- Mélamare
- Norville
- Notre-Dame-de-Gravenchon
- Petiville
- Saint-Antoine-la-Forêt
- Saint-Jean-de-Folleville
- Saint-Maurice-d'Ételan
- Saint-Nicolas-de-la-Taille
- La Trinité-du-Mont
- Triquerville